# Christi Matri
Christi Matri (latín: Madre de Cristo) es la cuarta encíclica del papa Pablo VI. Fue promulgada el 15 de septiembre de 1966 y ordena súplicas a la Santísima Virgen para el mes de octubre.

## Estructura
- Motivos de grave preocupación
- Continua actividad por la paz
- Reunirse y preparar solícitas y leales negociaciones
- La paz, don del cielo inestimable
- La intercesión de María, Madre de la Iglesia, Reina de la Paz
- En el aniversario de un histórico encuentro